# Anna Włodarczyk (florecistka)

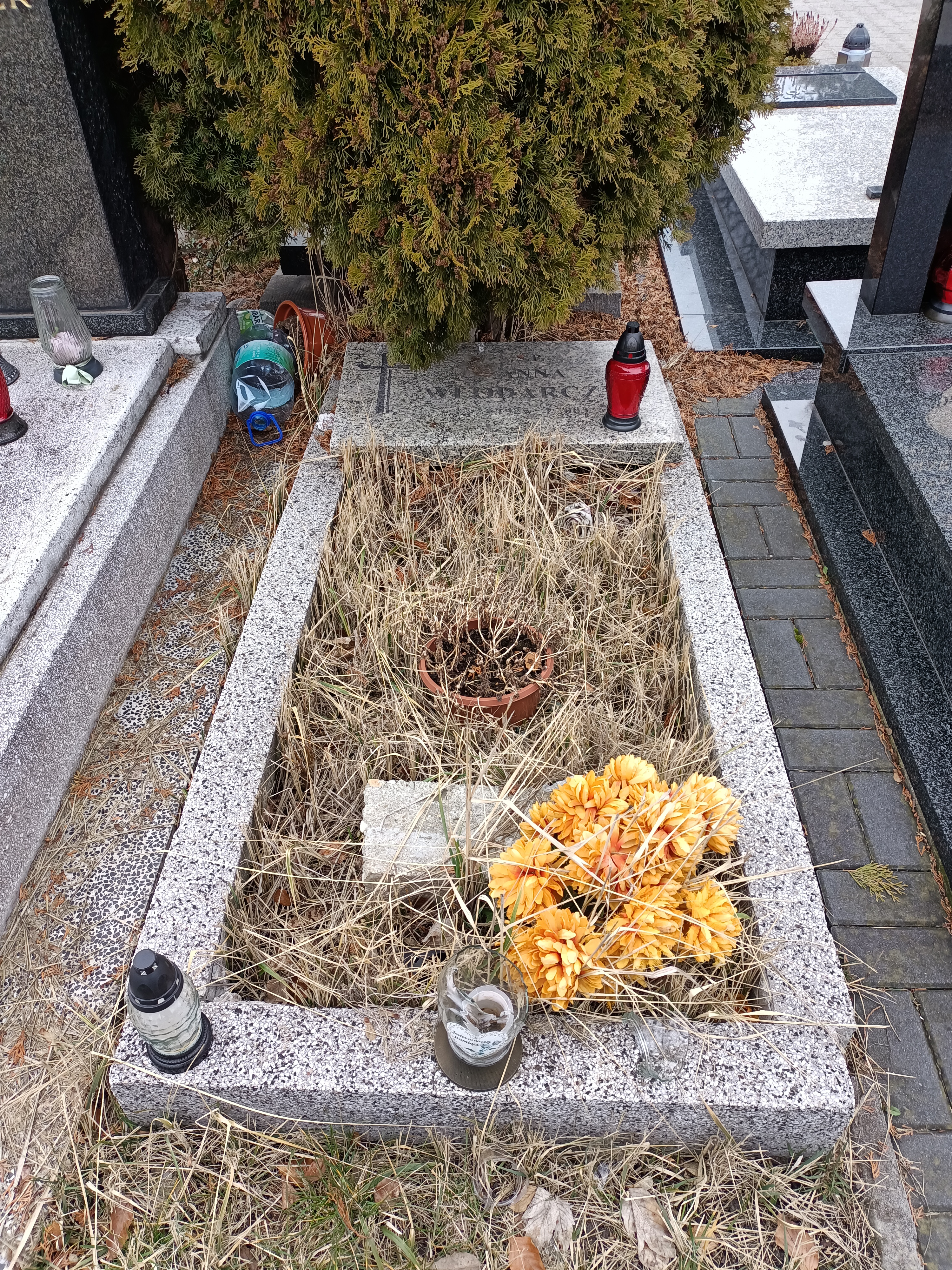
Grób florecistki Anny Włodarczyk na Cmentarzu przy ul. Sienkiewicza w Katowicach

Anna Włodarczyk, z d. Skupień (ur. 15 lipca 1925 w Jasienicy, zm. 21 grudnia 2003 w Katowicach) – polska florecistka, mistrzyni i reprezentantka Polski, olimpijka z Helsinek (1952).

## Kariera sportowa
Karierę rozpoczęła w klubie Pogoń Katowice w 1946, następnie, od 1950 do 1964 występowała w barwach Baildonu Katowice. Była pięciokrotną indywidualną mistrzynią Polski we florecie (1946, 1950, 1952, 1953, 1954) oraz pięciokrotną mistrzynią Polski we florecie drużynowo (1946, 1949, 1951, 1952, 1954). Ponadto na mistrzostwach Polski zdobyła jeszcze tytuł wicemistrzowski indywidualnie (1947) i pięciokrotnie drużynowo (1947, 1950, 1951, 1953, 1955), a także dwa medale brązowe indywidualnie (1949, 1951). W 1952 wystąpiła na Igrzyskach Olimpijskich w Helsinkach – w grupie eliminacyjnej zajęła ostatnie, siódme miejsce, z jednym zwycięstwem i odpadła z dalszej rywalizacji.
W plebiscycie z okazji 50-lecia Polskiego Związku Szermierczego została wybrana najlepszą polską florecistką (wspólnie z Elżbietą Franke, wygrała również plebiscyt tygodnika Sportowiec na najlepszą florecistką 25-lecia PRL. Po zakończeniu kariery działała w Okręgowym Związku Szermierczym w Katowicach. Była odznaczona Złotym i Srebrnym Krzyżem Zasługi.